# Barcos e Santa Leocádia
Barcos e Santa Leocádia (llamada oficialmente União das Freguesias de Barcos e Santa Leocádia) es una freguesia portuguesa del municipio de Tabuaço, distrito de Viseu.

## Historia
Fue creada el 28 de enero de 2013 en aplicación de una resolución de la Asamblea de la República de Portugal promulgada el 16 de enero de 2013 con la unión de las freguesias de Barcos y Santa Leocádia, pasando su sede a estar situada en la antigua freguesia de Barcos.

## Demografía
| Gráfica de evolución demográfica de Barcos e Santa Leocádia entre 2011 y 2021 |
|                                                                               |
| Datos según el nomenclátor publicado por el INE portugués.                    |